# René Schuhmacher
René Schuhmacher (* 2. August 1953 in Kreuzlingen; heimatberechtigt in Häggenschwil) ist ein Schweizer Verleger, Jurist und politischer Aktivist. Er ist der Gründer und Geschäftsführer des Konsumenteninfo-Verlags und Herausgeber mehrerer Zeitschriften wie K-Tipp, Saldo und Plädoyer.

## Werdegang
René Schuhmacher wuchs zusammen mit einem Bruder und einer Schwester in Kreuzlingen auf. Er studierte Rechtswissenschaften an der Universität Zürich, arbeitete am  Bezirksgericht Zürich und erwarb das Anwaltspatent. Er trat in die Publizistik ein, zunächst als Rechtsberater der Migros-Zeitung Die Tat unter dem damaligen Chefredaktor Roger Schawinski. Nach der Einstellung der Tageszeitung wechselte er zum Tages-Anzeiger, den er nach Budgetkürzungen verliess. Er ist seit der Gründung im Jahr 1978 Mitglied der linksstehenden Vereinigung Demokratische Juristinnen und Juristen der Schweiz. Mitbegründer der Vereinigung war Hanspeter Thür, mit dem Schuhmacher 1983 eine Anwaltskanzlei in Zürich gründete. Im gleichen Jahr gab er in Zusammenarbeit mit der Vereinigung die juristische Fachzeitschrift Plädoyer erstmals heraus.

### Publizistik
Seine publizistische Karriere begann am 15. Mai 1991 mit der Herausgabe des Konsumentenmagazins K-Tip (heutige Schreibweise: K-Tipp). 1996 beteiligten sich die ehemaligen Kassensturz-Journalisten Urs P. Gasche und Hans Räz am Verlag. Sie waren zunächst gleichberechtigte Aktionäre, Geschäftsleiter und Verwaltungsräte. Im Juli 1998 eskalierte ein Streit unter den drei Unternehmern, der zur Absetzung Schuhmachers durch Gasche und Räz führte. Er gründete daraufhin die Zeitschrift Saldo, welche am 20. Januar 1999 in einer Auflage von 200'000 Exemplaren zum ersten Mal erschien.
Der Streit unter den drei Verlegern endete im Mai 2001 mit einer Einigung, mit der Schuhmacher zum Geschäftsführer und publizistischen Leiter beider Magazine und Alleinaktionär wurde. Die Schweizer Medienlandschaft berichtete ausführlich über den «Bruderzwist» und die «Versöhnung».

### Politischer Aktivismus
Als Eigentümer bestimmte er danach alleine über die Linie des Verlags. Schuhmacher nutzte mehrfach die Zeitschriften seines Verlags, um politischen Aktivismus zu betreiben. 2009 unterstützte er ein Referendum gegen eine Senkung des Umwandlungssatzes bei den Pensionskassen und obsiegte in der Volksabstimmung. 2012 lancierte er die eidgenössische Volksinitiative «Pro Service public», welche einen Ausbau der Grundversorgung durch Staatsunternehmen forderte. Das Komitee um Schuhmacher sammelte mit Schuhmachers Zeitschriften 104'197 Unterschriften, die zur Volksabstimmung führte. Die Bevölkerung lehnte 2016 die Verfassungsänderung mit 67,6 Prozent Nein-Stimmen ab.
Schuhmacher ist ein Kritiker der Schweizer Medienpolitik. Im Jahr 2021 trat er aus dem Verlegerverband aus. Im Jahr 2022 bekämpfte er erfolgreich in einem Referendum das Mediengesetz. Die SonntagsZeitung bezeichnete ihn aufgrund solchen Engagements als «Medienrebell».